# 佛手酚
佛手酚是一種天然呋喃香豆素，分子式為C11H6O4。它存在於如柠檬和香柠檬的柑橘屬植物的精油中。它可由香柑内酯和三溴化硼的脱甲基反应制得。